# 1503 a tudományban
Az 1502. év a tudományban és a technikában.

## Csillagászat
- július 23. - a Pluto a Neptunusz pályáján kívülre került és ott is maradt 233 éven keresztül.

## Felfedezések
- május 10. – Kolumbusz Kristóf felfedezi a Kajmán-szigeteket és Las Tortugasnak nevezi el a sok teknős után.
- november 2. – Kolumbusz Kristóf felfedezi Panamát, melyet Portobellónak nevez el.

## Technika
- április 21. - Cerignolai csatában a spanyol erők legyőzik a franciákat. Ez az első ütközet, ahol a puskaporral felszerelt egységek nyernek.
- Giuliano da Sangallo befejezi Arezzo város falának építését. Ez az első város fal, ahol használják a bástyát.

## Születések
- december 14. - Nostradamus, francia orvos és asztrológus († 1566)
- Robert Estienne párizsi nyomdász, az első nyomdász, aki számozott szakaszokra osztva nyomtatta ki a Bibliát († 1559)

## Halálozások
- Antonio Bonfini itáliai történetíró (* 1427)